# Benifaraig
Benifaraig es una pedanía de la ciudad de Valencia (España), perteneciente al distrito de los Poblados del Norte. Limita al oeste con Godella, al este con Alfara del Patriarca, al norte con Moncada y al sur con Borbotó y Carpesa. Su población censada en 2023 era de 986 habitantes. Fue un municipio independiente hasta el año 1900, año en que pasó a ser una pedanía de la ciudad de Valencia.

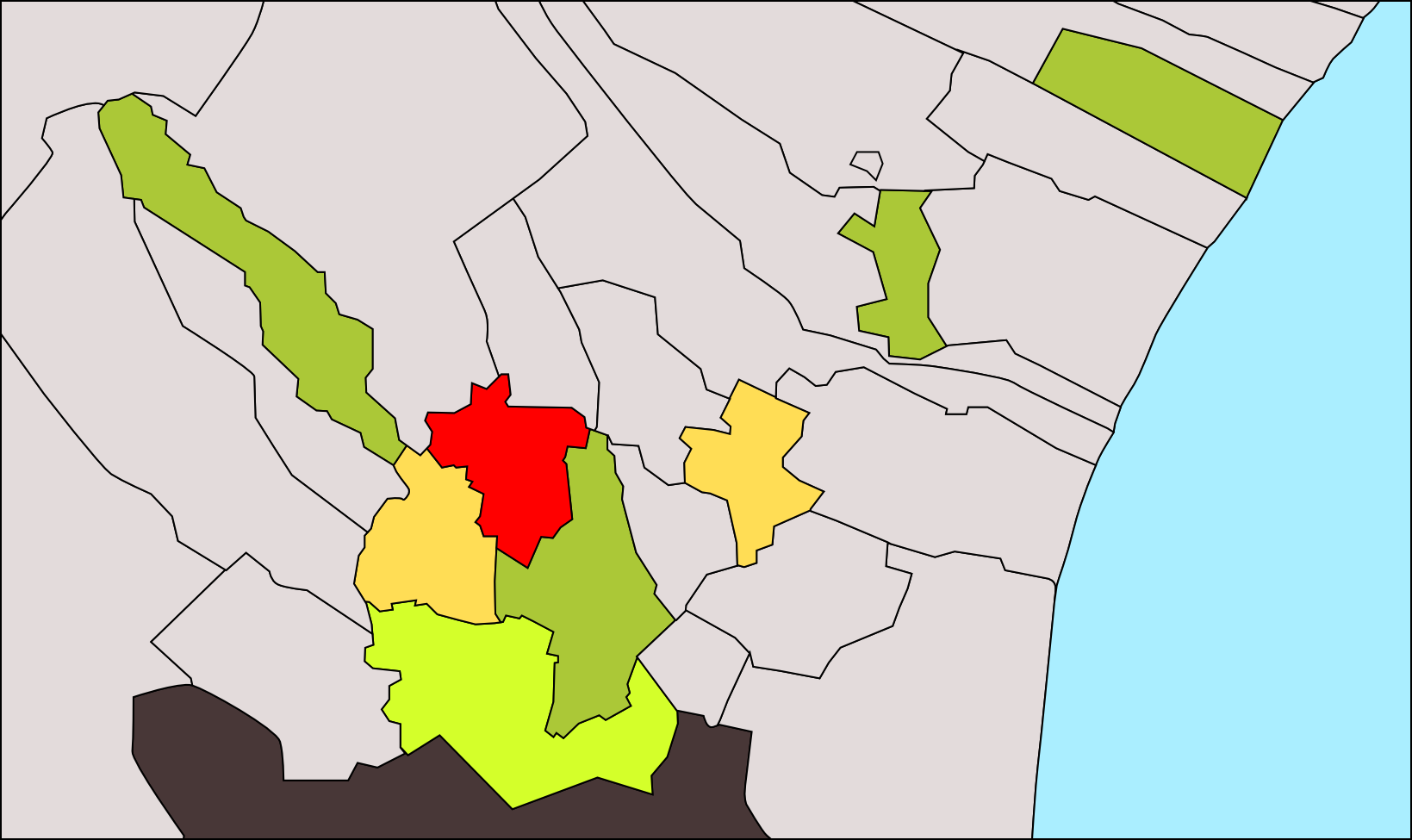
Localización de Benifaraig respecto a los Poblados del Norte

## Toponimia
El topónimo Benifaraig es claramente árabe. Si bien beni puede entenderse como بني (banī) «hijos (de)» o إبن (ibn) «hijo (de)», es incierta la etimología de faraig. Es probable que derive de فرج (Faraǧ), un nombre propio; entendiéndose entonces el topónimo como «[lugar de] los hijos de Fara». Según Gaspar Escolano derivaría de Abenalfarache, nombre de un alguacil de Valencia durante el siglo XI, de linaje marroquí, concretamente de Aduar Uled Farache. Según Alcover, sin embargo, provendría del árabe ḥara («prohibición, cólera o encanto»).

## Historia
La alquería de Benifaraig se fundó entre 1092 y 1102. Jaime I la donó a Ximén Pérez d'Arenós en 1241 tras conquistarla. En 1251 Pérez d'Arenós cedió el lugar, junto con Masarrochos, a la Orden del Temple, a cambio de Albentosa (Teruel). Al extinguirse el Temple, las propiedades pasaron a la Orden de Montesa. La población del lugar era de unas 80 personas en 1510, y casi se duplicó a principios de 1600, aunque disminuyó posteriormente. Pascual Madoz daba en 1849 la siguiente descripción:

L[ugar] con ayunt[amiento] de la prov. [...] de Valencia (4 leg[uas]) [...] Sit. en un llano á la der[echa] del barranco de Carraixet [...] Tiene 53 casas con la del ayunt. y cárcel, todas ellas de fáb. regular, y 44 barracas como todas las de la huerta de Valencia; hay también una igl. (Sta. Maria Magdalena), aneja de la parr. de Moncada [...] El terreno es todo huerta de muy buena calidad, la cual se riega con la acequia de Moncada, y se halla planta de moreras. Los caminos que conducen á los pueblos limitrofes se hallan en muy buen estado [...] Pobl: 105 vec[inos], 726 alm[as].
Diccionario de Madoz

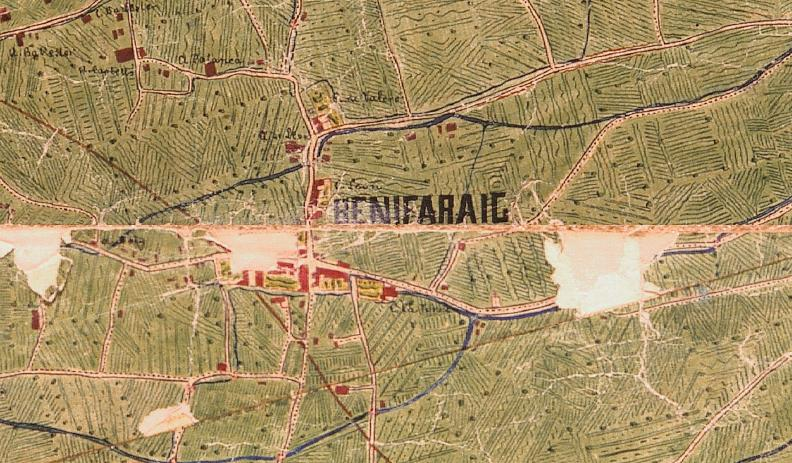
Benifaraig en 1883.

Su autonomía acabó el 18 de agosto de 1900 cuando se anexionó a la ciudad de Valencia.

## Demografía
| Gráfica de evolución demográfica de Benifaraig entre 1842 y 1897 |
| |
| Población de derecho según los censos de población del INE Población de hecho según los censos de población del INEEn 1900 este municipio desaparece porque se integra en el municipio Valencia |

Benifaraig, enclavado en el límite norte de su término, ha aumentado ligeramente su población en el último siglo, aunque con grandes altibajos. A lo largo de la primera década del siglo XXI la población aumentó a un ritmo regular, aunque este aumento frenó y empezó a revertirse durante la década de 2010.
|           | 1910 | 1920 | 1930 | 1940 | 1950 | 1960 | 1970 | 1981 | 1986 | 2001 | 2005 | 2009 | 2013 | 2017 | 2021 | 2022 | 2023 |
| Población | 722  | 538  | 766  | 834  | 1048 | 809  | 903  | 1023 | 1002 | 938  | 942  | 1026 | 1022 | 1014 | 988  | 993  | 986  |

## Administración y política
Benifaraig depende del ayuntamiento de Valencia en consideración de barrio del distrito de Poblados del Norte (en valenciano Poblats del Nord). Sin embargo, dada su condición de poblamiento rural, cuenta, de acuerdo con las leyes estatales y autonómicas pertinentes, con un alcalde de barrio que se encarga de velar por el buen funcionamiento del barrio y de las relaciones cívicas, firmar informes administrativos y elevar al ayuntamiento de la ciudad las propuestas, sugerencias, denuncias y reclamaciones de los vecinos. El nuevo edificio de la alcaldía de barrio se construyó en 1986.

### Elecciones municipales
Benifaraig registró un total de 636 votos para las elecciones municipales de 2023, de los cuales 617 fueron a las candidaturas al Ayuntamiento. Estos votos se repartieron de la siguiente manera:
| Candidatura municipal                       | Votos registrados |
| ------------------------------------------- | ----------------- |
| PP                                          | 253               |
| Compromís                                   | 156               |
| PSOE                                        | 101               |
| VOX                                         | 80                |
| Unides Podem                                | 67                |
| Ciudadanos                                  | 8                 |
| Valencia Unida                              | 4                 |
| PACMA                                       | 3                 |
| Valencia Decidix                            | 3                 |
| Escaños en blanco para dejar Escaños Vacíos | 2                 |
| Por un mundo más justo                      | 1                 |

## Servicios públicos
Benifaraig cuenta con un consultorio médico auxiliar, así como un Centro de Actividades para personas mayores, que ofrece actividades socioculturales, de mantenimiento físico y diversos talleres y cursos. También dispone de cementerio parroquial. Y cuenta con un parque.
Dispone también de un centro de servicios sociales llamado Salvador Allende. Ofrece numerosos servicios como información, orientación o asesoramiento acerca de los recursos sociales existentes a los ciudadanos. También tiene servicio de ayuda a domicilio, asistencia al menor y programas de inserción y atención social.
Además, se encuentra la Universidad Popular, que se trata de un proyecto municipal de desarrollo cultural que busca promover la participación social, mejorar la calidad de vida de los ciudadanos por medio de la educación continua, la dinamización sociocultural y la intervención social. Ofrece tanto actividades de ciclo largo, unas 47, como talleres y monográficos sobre diversas temáticas: plantas aromáticas, cultivo de setas comestibles, entre otras.

## Patrimonio

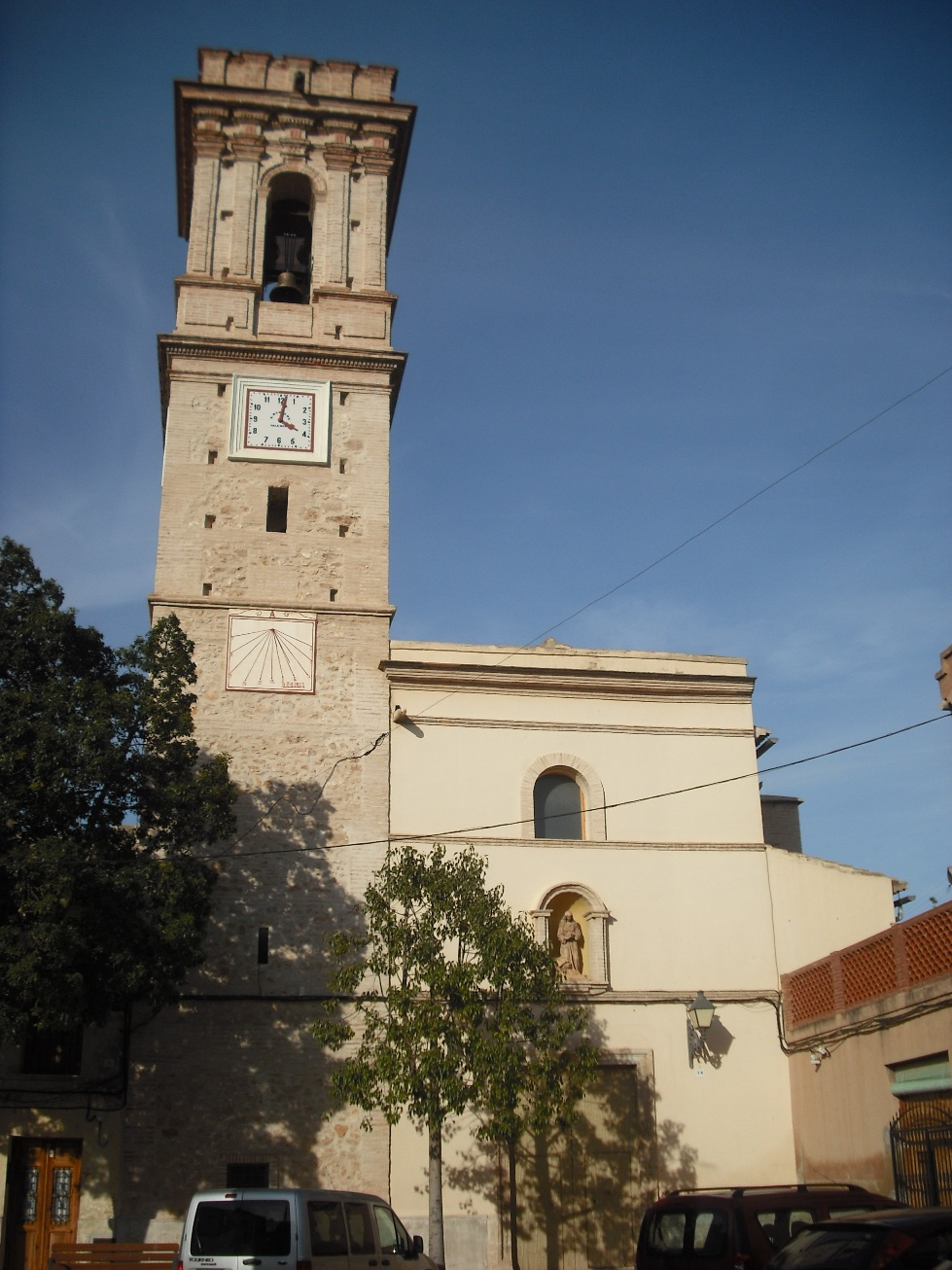
Iglesia de Santa María Magdalena.

- Iglesia de Santa María Magdalena: Se edificó a finales del siglo XVII,[20] una placa encima de la puerta principal indica el año 1686, sobre la capilla del antiguo palacio del señor, del que no quedan vestigios.[5][21] Sobre su portada se lee la inscripción "Ave María 1686". La fachada es de ladrillo, como el campanario, de tres cuerpos cuerpos. Tiene nave única con capillas en los contrafuertes y está cubierta por bóveda de cañón.[22]
- Casa de la Sirena: Está integrada en el casco urbano de Benifaraig aunque pertenece al municipio de Alfara del Patriarca. Se trata de una de las escasas alquerías fortificadas que aún quedan en la comarca de la Huerta. Aunque la fachada se encuentra en un relativo buen estado el abandono de la finca está haciendo que se deteriore rápidamente. Fue declarado Bien de Interés Cultural el 13 de febrero de 2004, en la categoría de Monumento.[23]

## Cultura
Benifaraig dedica sus fiestas a Santa María Magdalena y al Santísimo Cristo Verdadero con una serie de actividades que se celebran del 22 de julio al 6 de agosto. Además cuenta desde el año 2011 con la Sociedad Musical Amics de la Música de Benifaraig, sociedad Musical perteneciente a la asociación cultural y que integra la Escuela de Música así como su Banda de Música. Esta sociedad realiza numerosas actividades culturales, así como conciertos y actos musicales.